# Dzielnica żydowska w Lublinie

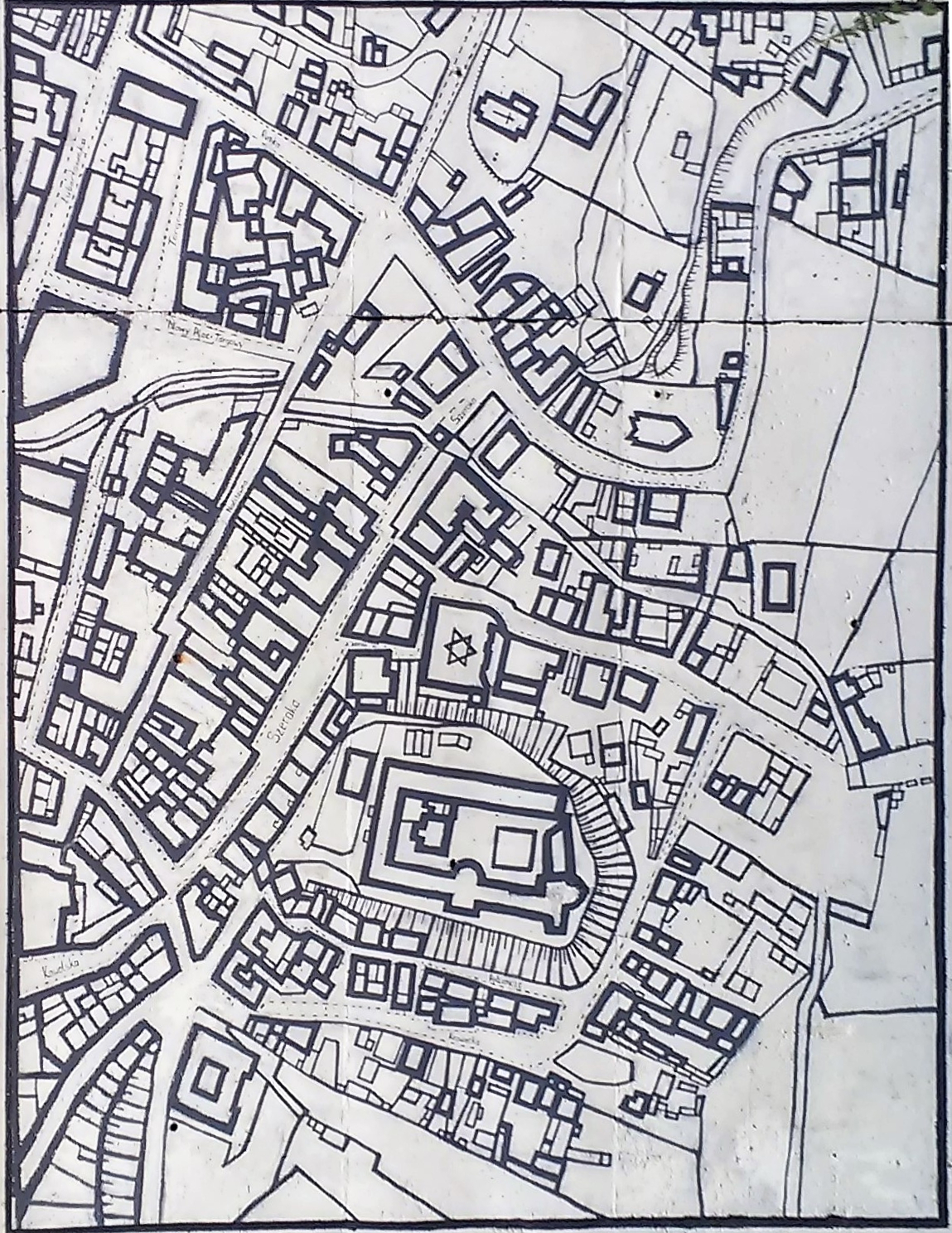
Fragment murala przy Czechówce przy Tarasach Zamkowych w Lublinie przedstawiający mapę dzielnicy żydowskiej (odwzorowanie mapy z 1928)

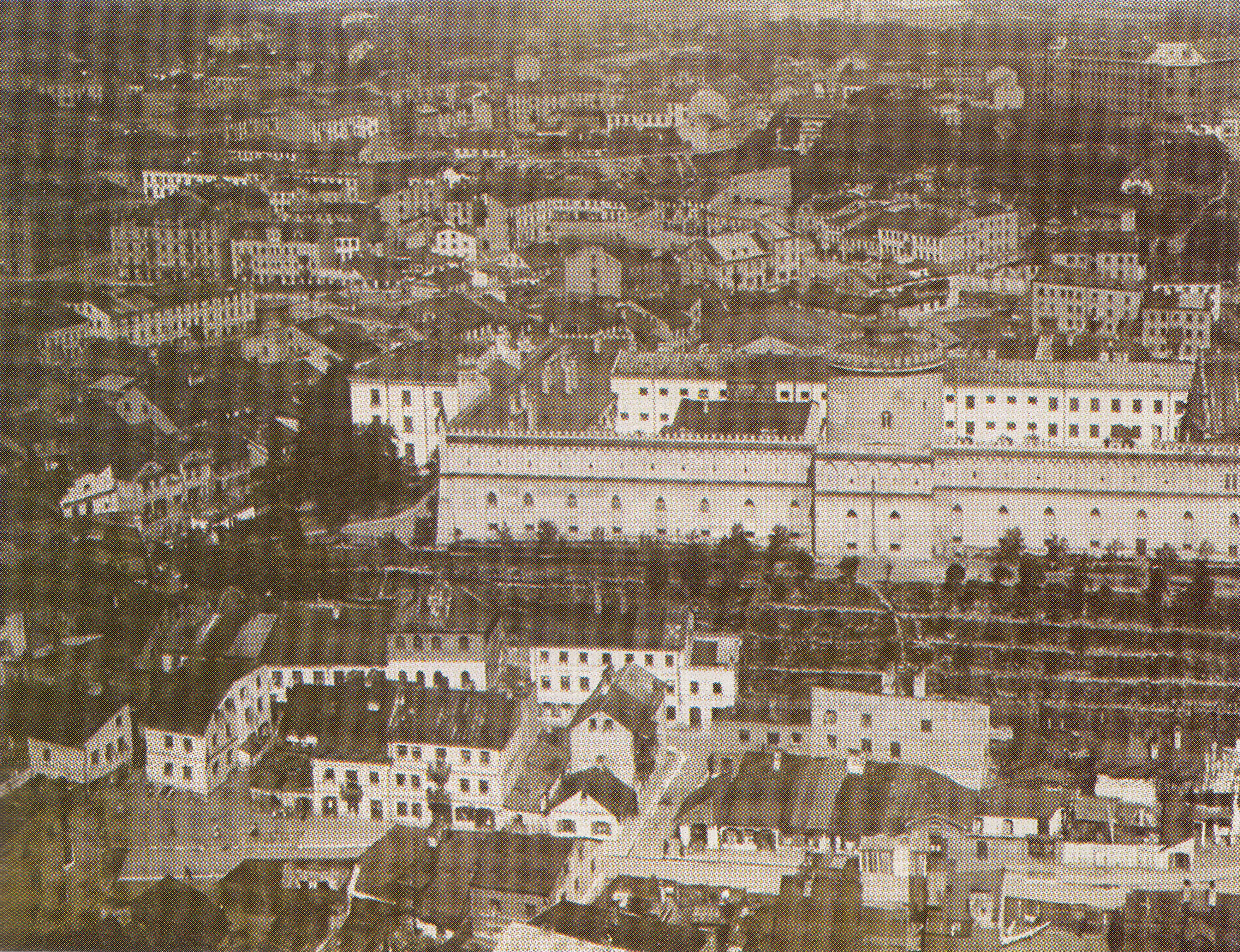
Dzielnica żydowska w 1938

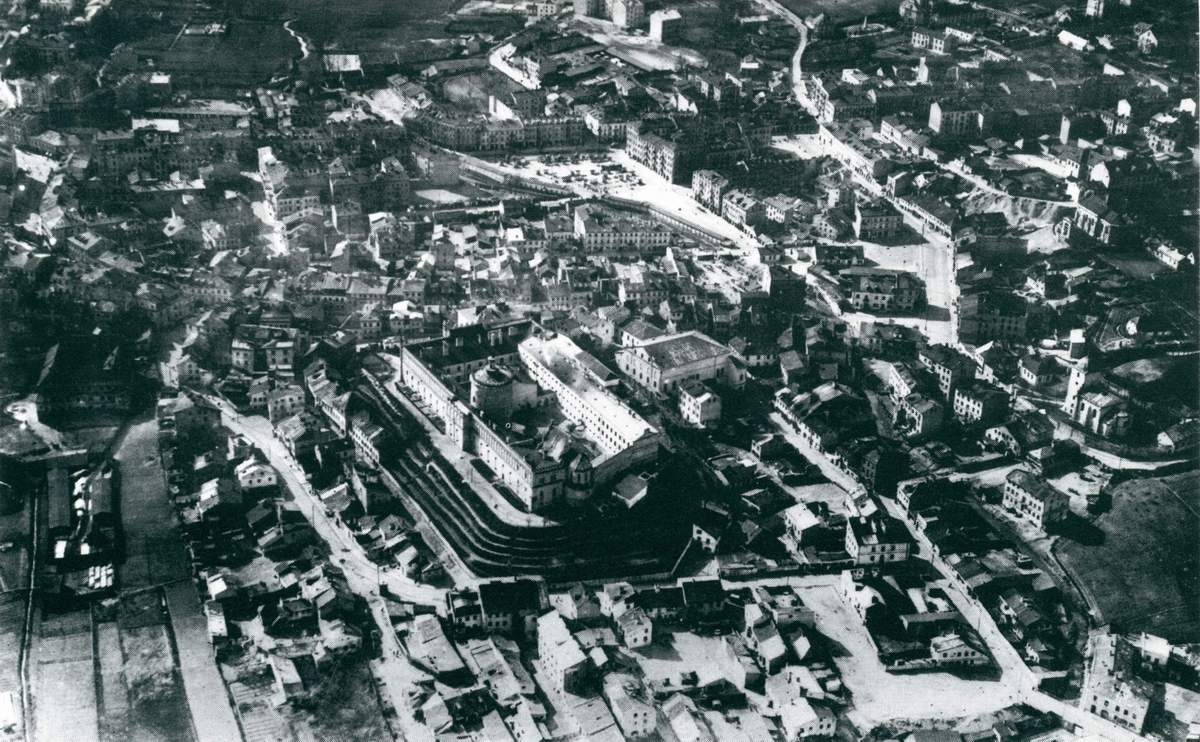
Dzielnica żydowska z lotu ptaka, lata 30. XX w.

Dzielnica żydowska w Lublinie – powstała na przełomie XIV i XV wieku dzielnica skupiająca się wokół Zamku Królewskiego w Lublinie, zamieszkana przez lubelskich Żydów. W latach 1942–1943 została wyburzona na rozkaz niemieckiego okupanta.

## Położenie
Zabudowania żydowskie w Lublinie skupiały się wokół zamku oraz w okolicach ul. Lubartowskiej. Najstarsza część dzielnicy (osadnictwo z XVI w.) znajdowała się na podmokłych, bagnistych terenach na północ i północny wschód od Wzgórza Zamkowego, gdzie przebiegał szlak handlowy. W centrum dzielnicy znajdowały się ul. Szeroka oraz ul. Jateczna. Najbiedniejsza część dzielnicy była zlokalizowana po południowej i wschodniej stronie Wzgórza Zamkowego.

## Historia

### Rozkwit i ruina
Prawdopodobnie ok. 1336 król Kazimierz III Wielki nadał przywilej pozwalający na osiedlanie się Żydom na stoku Wzgórza Zamkowego. Wkrótce na jego terenie rozwinęła się dzielnica żydowska.
Na przełomie XVI i XVII wieku nastąpił największy rozwój dzielnicy. W tym czasie gmina żydowska uzyskała szereg przywilejów królewskich, m.in. na budowę nowej murowanej synagogi oraz szpitala. W 1518 z inicjatywy Szaloma Szachny otworzono tam jesziwę. W 1523 lubelscy Żydzi uzyskali równe z chrześcijanami prawa i przywileje. Kupcy żydowscy zaczęli się bogacić w szybkim tempie, dlatego kupcy chrześcijańscy uzyskali od króla Zygmunta Starego przywilej De non tolerandis Judaeis.
Około 1541 założono cmentarz, później nazwany starym. W 1547 z inicjatywy Chaima Szwarca założono pierwszą w Lublinie drukarnię hebrajską. Drugą drukarnię założono w 1578 przez Kalonimusa, syna Mordehaja Jaffe. Jednym z największych dokonań gminy żydowskiej w tym czasie było wzniesienie w 1567 jesziwy oraz Wielkiej Synagogi, nazwanej później synagogą Maharszala. W 1568 w dzielnicy żydowskiej mieszkało około 500 osób. W tym samym roku dzielnica otrzymała przywilej De non tolerandis Christianis. W 1581 powstał, działający do 1764, Sejm Czterech Ziem (hebr. Waad Arba Aracot). W 1602 w Lublinie żyło około 2000 Żydów. W 1616 wybudowano kolejną synagogę.
Najtragiczniejszym momentem tamtego okresu jest najazd kozacko-moskiewski w 1655. Wówczas wymordowano około 2000 Żydów oraz doszczętnie zniszczono miasto żydowskie. Ocaleni Żydzi zaczęli wynajmować lokale mieszkaniowe w dzielnicy chrześcijańskiej. W XVII wieku duża grupa Żydów zaczęła się osiedlać również na Kalinowszczyźnie, która była podkahałem gminy lubelskiej. Wkrótce przy obecnej ulicy Towarowej wzniesiono synagogę.

### Odbudowa i okres rozwoju
W drugiej połowie XVIII wieku odrodziła się lubelska gmina żydowska i już w 1787 w mieście mieszkało 4231 osób wyznania mojżeszowego. Na początku XVII wieku Żydzi zaczęli się osiedlać na Piaskach, gdzie posiadali synagogę oraz w Wieniawie, gdzie również była osobna synagoga. W 1794  Jakub Izaak Horowitz otworzył własną synagogę. Była to pierwsza legalna chasydzka bożnica w centralnej Polsce.
W 1829 przy ulicy Walecznych założono nowy cmentarz żydowski. W 1854 zawaliły się stropy synagogi Maharszala. W 1866 zakończono jej odbudowę; ze starej bożnicy zachowano jedynie pierwotny obrys murów zewnętrznych. Wkrótce również powstała lokalna chasydzka dynastia cadyków. Powstała następna synagoga, mieszcząca się w prywatnym dworze cadyka przy ulicy Szerokiej 40. W 1862 wydano dekret równouprawnienia ludności żydowskiej w Królestwie Polskim, poprzez co elita żydowska zaczęła osiedlać się w centrum miasta i na Krakowskim Przedmieściu. W 1886 powstał Szpital Żydowski przy ulicy Lubartowskiej 81. W końcu XIX wieku w mieście istniały 43 chedery.

### Likwidacja

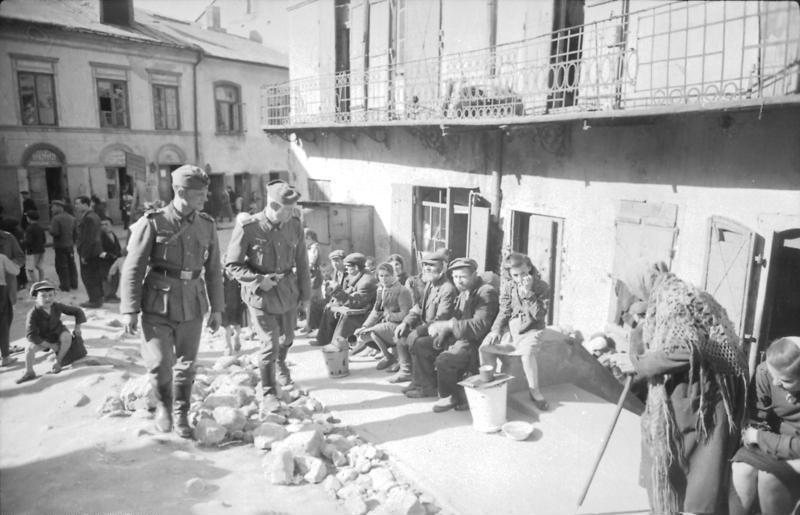
Dzielnica żydowska w 1941. „Psia górka” stanowiąca część nieistniejącej od 1943 ul. Krawieckiej w okolicy Bramy Grodzkiej.

W końcu 1940 w Lublinie mieszkało ok. 43 tys. Żydów. 24 marca 1941 opublikowano zarządzenie gubernatora Ernsta Zörnera o utworzeniu getta. Jego granice przebiegały:

Od rogu Kowalskiej, przez Kowalską, Krawiecką wzdłuż bloku domów, przecinając wolne pole Siennej od Kalinowszczyzny aż do rogu Franciszkańskiej, następnie przez Unicką aż do rogu Lubartowskiej, Lubartowską aż do rogu Kowalskiej.

W okresie koncentracji ludności pogorszyły się (już wcześniej bardzo niskie) warunki sanitarno-higieniczne dzielnicy żydowskiej. Prowadzono akcje oczyszczania, jednak, ze względu na brak podstawowej infrastruktury, miały one ograniczoną skuteczność. Ponadto panowało przeludnienie. Ta sytuacja trwała do połowy kwietnia 1942, gdy zakończono likwidację getta. W ciągu miesiąca wywieziono ok. 36 tys. osób. Pozostałe ok. 7 tys. przeniesiono do getta na Majdanie Tatarskim, nieopodal Lublin (KL). Część z ponad tysiąca Polaków wykwaterowanych z Majdanu Tatarskiego zamieszkała w zachodniej części byłej dzielnicy żydowskiej. 
Wyburzanie rozpoczęto w lecie 1942. Teren znajdującej się w złym stanie technicznym, najbiedniejszej dzielnicy Lublina, będącej świadectwem żydowskiej historii, postanowiono zagospodarować na nowo. Sporządzono listę 24 ulic do wyburzenia: Błoniki, Bonifraterska, Ciasna, Czwartek, Cyrulicza, Furmańska, Jateczna, Kalinowszczyzna, Kowalska, Krawiecka, Krzywa, Lubartowska, Mostowa, Nadstawna, plac Krawiecki, Podzamcze, Ruska, Sienna, Szeroka, św. Mikołaja, Wąska, Wysoka, Zakręt oraz Zamkowa. Przed rozbiórką budynków zbierano przedmioty, które dało się przetworzyć. Do wszystkich tych prac użyto osób pochodzenia żydowskiego. Równolegle z pracami rozbiórkowymi trwał szaber.

## Czasy powojenne i współczesność

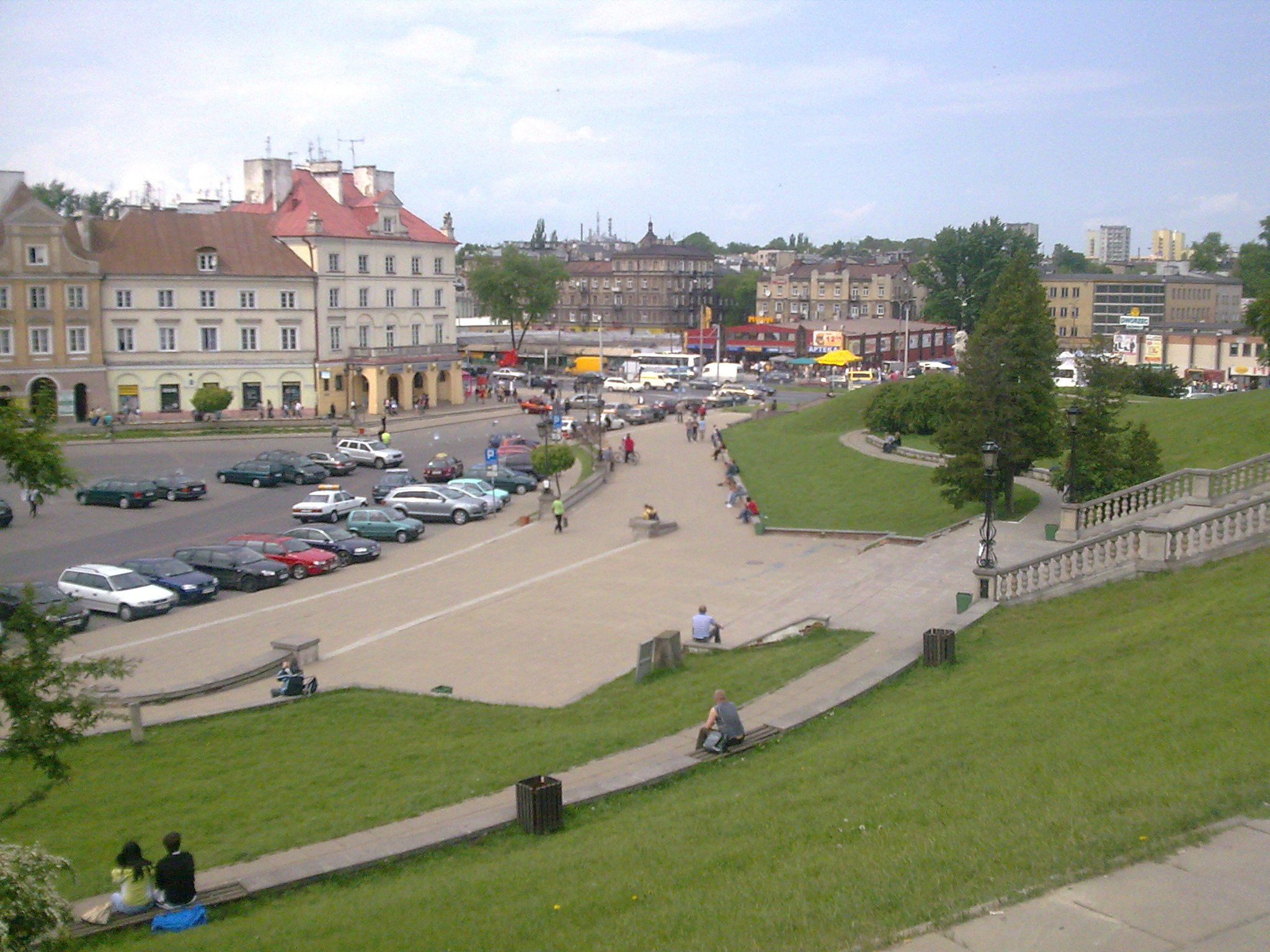
Współczesny widok części terenów dawnej dzielnicy żydowskiej

Budynki przy większości ulic i placów wyburzono w zupełności. Pozostawiono niektóre kamienice, np. przy ul. Lubartowskiej. Zostały fragmenty ulic Cyruliczej, Furmańskiej, Kowalskiej i Nadstawnej oraz zabytkowy zdrój uliczny przy ul. Ruskiej (jedyny ślad ul. Szerokiej). Po wojnie w miejscu ul. Szerokiej utworzono plac Zebrań Ludowych (później plac Zamkowy). Przy tym placu po prawej stronie schodów prowadzących na zamek stoi obelisk z tablicą przedstawiającą plan najstarszej części dzielnicy.